# Eriochloa lemmonii
Eriochloa lemmonii är en gräsart som beskrevs av George Vasey och Frank Lamson Scribner. Eriochloa lemmonii ingår i släktet Eriochloa och familjen gräs. Inga underarter finns listade i Catalogue of Life.